# شیخلر، خاچماز
شیخلر (به لاتین: Şıxlar) یک منطقه مسکونی در جمهوری آذربایجان است که در شهرستان خاچماز واقع شده است.